# Histoire de Péronne

Armoiries de Péronne
blasonnement : D'azur aux trois fleurs de lis d'or, à la lettre P capitale couronnée du même en abîme.
devise : Urbs nescia vinci (i.e. ville jamais vaincue), adoptée en 1656.
Supports: deux chiens griffons d'argent dressés.
Cimier: une pucelle d'argent tenant une épée nue.
ornements extérieurs :
. Légion d'honneur ;
. Croix de guerre 1914-1918 avec palme;
. Croix de guerre 1939-1945 avec étoile de bronze.
historique : Les armoiries de Péronne datent du rattachement définitif de la ville à la France sous Louis XI au XVe siècle. Cependant elles ont été modifiées en février 1537 par qui a permis à la ville d'ajouter à son blason une couronne fleurdelisée au-dessus du "P", en souvenir du siège soutenu victorieusement par les Péronnais contre les Impériaux.
En 1729, la municipalité remplaça les supports extérieurs existants par deux chiens barbets "insigne de la fidélité des habitants de Péronne" et ajouta au-dessus de la couronne le buste d'une femme tenant la banderole où la devise de la ville est inscrite.

L'histoire de Péronne commence à la Préhistoire. Située sur une colline, presque totalement entourée par la Somme et ses étangs naturels, Péronne a été peuplée depuis le Néolithique mais le nom du site ne nous est connu que depuis la période mérovingienne. La ville se développa autour de son château et subit plusieurs sièges et destructions qui marquèrent son histoire du Moyen Âge au XXIe siècle.

## Préhistoire

### Paléolithique
Des silex taillés retrouvés dans les environs de Péronne, tendent à prouver que la région était peuplée dès le Paléolithique. Nous ne possédons pas d'information plus précise concernant le site de Péronne.

### Néolithique
La présence d'un menhir dit Doigt de Gargantua sur le territoire de la commune de Doingt, limitrophe de celle de Péronne, montre que le site était peuplé à l'époque néolithique.

## Protohistoire
En août 2011, les fouilles archéologiques sur le tracé du futur chantier du canal Seine-Nord Europe ont mis au jour la tombe d'un haut personnage de la tribu gauloise des Viromanduens qui peuplaient la région. Cette tombe a été datée de 50 av. J.-C.

## Antiquité
En ce qui concerne l'existence d'un habitat gallo-romain à Péronne, nous en sommes réduits aux conjectures.

## Moyen Âge

### Haut Moyen Âge
La tradition rapporte que ce qui est aujourd'hui le centre ville de Péronne, situé sur une éminence dominant la Somme, s'appelait le Mont des Cygnes. Au pied de ce promontoire, se trouvait une île, Sobotécluse (aujourd'hui le faubourg de Paris), qui fut par la suite reliée par une digue au Mont des Cygnes.

#### Péronne, une résidence mérovingienne

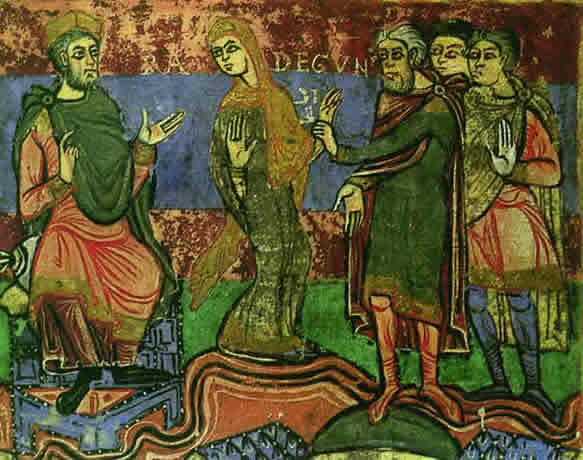
Radegonde menée auprès du roi Clotaire. Vie de sainte Radegonde, XIe siècle. Poitiers, Bibliothèque municipale.

Dans la Vie de Sainte Radegonde, Venance Fortunat, dans la seconde moitié du VIe siècle, évoquant le séjour de la reine des Francs, nous révèle le nom du lieu : « Peronam urbem regiam ». C'est-à-dire Péronne.
Radegonde (520-587), princesse thuringienne, est faite prisonnière avec son frère Hermanfield par les fils de Clovis, Thierry Ier, roi de Metz et Clotaire Ier, roi de Soissons. Le tirage au sort en fait la prisonnière de Clotaire. Elle est conduite à la villa royale d'Athies, près de Péronne, dans le Vermandois. Clotaire décide d'épouser Radegonde. Celle-ci tente de s'enfuir, mais est rattrapée aux alentours de Péronne en un lieu nommé depuis Sainte-Radegonde. Devenue l'épouse de Clotaire, elle mène une vie austère, est consacrée diaconesse par Médard de Noyon et se retire à Poitiers où elle fonde un monastère.
Le culte de sainte Radegonde sera célébré à Péronne et dans les environs.
La résidence royale de Péronne devait être un castrum protégé par une simple palissade de bois. Jusqu'au règne de Dagobert Ier, Péronne resta la possession des rois francs. En 636, le domaine de Péronne est inclus dans la dote de Rothilde, fille de Dagobert mariée à Lyderic Ier, comte de Flandre. Après la mort prématurée de Rothilde, Péronne revint au roi Clovis II, fils de Dagobert qui l'attribue à Erchinoald, son parent qui devint par la suite maire du palais. Ce fut le premier seigneur de Péronne.

#### Péronne christianisée
Fursy (567-648) était un moine irlandais qui arriva dans le nord de la Gaule en 639, avec ses frères Feuillen et Ultan de Fosses. Fursy y accomplit des miracles ce qui aurait amené Erchinoald, maire du palais sous Clovis II à l'accueillir dans son château de Péronne et à lui demander de baptiser son fils. Il lui aurait également demandé de fonder un monastère dans l'un de ses domaines. C'est ainsi que Fursy aurait fondé l'abbaye du Mont-Saint-Quentin tout près de Péronne dont Ultan de Fosses fut le premier abbé.
Feuillen de Fosses quant à lui quitta Péronne pour Nivelles en Austrasie puis fonda, dans les environs, le monastère de Fosses-la-Ville. Ayant décidé de retourner en Angleterre, Fursy décéde en cours de route à Mézerolles, village du Ponthieu. Une querelle aurait opposé alors, Haynuon, gouverneur de la région et Erchinoald au sujet de la sépulture du saint homme. Erchinoald aurait décidé de s'en remettre au jugement de Dieu. La dépouille est déposée sur un chariot attelé de deux bœufs. On s'accorde sur le fait que la dépouille reposerait dans le domaine sur lequel le chariot s'arrêterait. Sur le parcours, il y eut de nombreux miracles de guérison : aveugles, paralytiques… Le chariot s'arrêta à Péronne. Fursy devint dès lors le saint patron de la ville.
En 650, une collégiale est construite pour abriter le tombeau de saint Fursi dont le corps est déposé dans une châsse conçue par Éloi de Noyon.

#### Période carolingienne: le roiCharlesIIIdétenu à Péronne
En 817, le château de Péronne est donné à Pépin, fils de Bernard d'Italie, petit-fils de Charlemagne.
En 849, à Péronne, le roi Charles II le Chauve et son frère Lothaire Ier concluent une alliance.
Péronne faisait partie, à l'époque carolingienne, à la fin du IXe siècle, du comté de Vermandois dirigé par Herbert Ier, fils de Pépin. En 887, les Vikings, remontent la Somme pillent et incendient Péronne et l'abbaye du Mont-Saint-Quentin. Pour la défendre, Herbert Ier dote alors la ville de sa première fortification en grès, dont l'emplacement est encore visible aujourd'hui.
En 924, le roi des Francs, Raoul Ier, confirme à Herbert II, fils d'Herbert Ier de Vermandois la possession du château de Péronne.
Herbert II de Vermandois fut un des plus puissants seigneurs du nord de la France. En 923, il capture son cousin, le roi Charles III le Simple qui récemment détrôné, était venu chercher son soutien. Il le garde prisonnier à Péronne jusqu'à sa mort en 929, et s'en servit comme moyen de pression vis-à-vis du roi Raoul obtenant ainsi de ce dernier le siège archiépiscopal de Reims pour son fils Hugues. Charles le Simple sera inhumé dans la collégiale Saint-Fursy de Péronne jusqu'à la destruction du bâtiment, juste après la Révolution française.

### Moyen Âge classique
Pendant tout le Moyen Âge, Péronne est une ville de passage pour les voyageurs et commerçants de la route des Flandres, et pour les pèlerins de la Via Francigena (route reliant Canterbury en Angleterre à Rome en Italie) ce qui permett à la ville de développer ses activités commerciales par un marché et une foire.

#### Rôle accru de Péronne sous Philippe Auguste

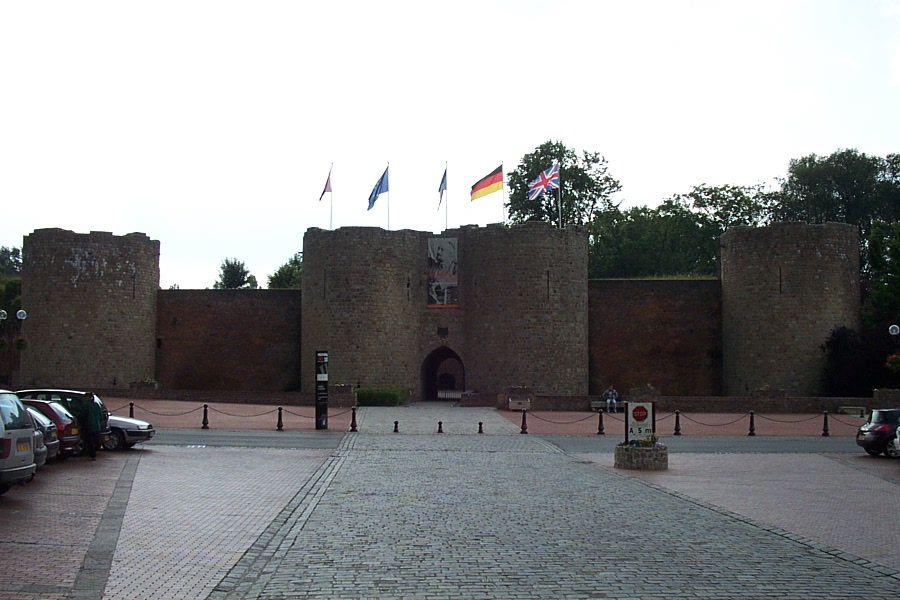
Entrée du château de Péronne.

En 1109, Le roi Louis VI le Gros, ratifie à Péronne, par un diplôme, les donations faites par la veuve du châtelain Robert III, à l'abbaye du Mont-Saint-Quentin.
À la suite de la mort sans héritier, en juin 1191, du comte de Flandre Philippe d'Alsace, Philippe Auguste, par le traité d'Arras d'octobre 1191, prend possession effective de l'Artois, comprenant les places d'Arras, Bapaume, Hesdin, Saint-Omer et Aire-sur-la-Lys, ainsi que la suzeraineté sur les comtés de Boulogne, Guînes et Saint-Pol, et de la place vermandoise de Péronne.
En 1192, est conclu, à Péronne, par le cardinal Guillaume aux Blanches Mains, pour le compte du roi Philippe Auguste, un accord reconnaissant le comte de Flandre, Baudouin V de Hainaut, comme successeur de Philippe d'Alsace, comte de Flandre, contre le versement de 5 000 marcs d'argent.
En 1200, par le traité de Péronne, Baudouin IX, comte de Flandre et de Hainaut se reconnait vassal du roi de France, Philippe Auguste.
La ville est dotée d'une organisation municipale dès le XIIe siècle vraisemblablement. On ne connait pas avec exactitude la date de la première charte communale de Péronne. On sait, en revanche, qu'en 1209, le roi Philippe Auguste confirme la charte communale de Péronne ainsi que nombre de coutumes.
C'est à Philippe Auguste également que l'on doit la construction du château fort vers 1204, sur un modèle typique de l'Architecture philippienne, confirmant le rôle de place-forte royale de la ville.
En 1214, après la bataille de Bouvines, Renaud de Dammartin, comte de Boulogne fut retenu captif au château de Péronne.
La ville de Péronne est au Moyen Âge, une « ville drapante » ; elle fait partie au XIIIe siècle de la « Hanse des dix-sept villes », dont le but était de favoriser l'écoulement de la production textile aux Foires de Champagne.

#### La présence de l'Église à Péronne

Blason du chapitre Saint-Fursy de Péronne.

La ville de Péronne dépendait du diocèse de Noyon, elle possédait plusieurs édifices religieux au Moyen Âge :
- l'église Saint-Quentin-en-l'Eau à Sobotécluse, la première de la ville ;
- l'église Saint-Quentin-Capelle au pied de la butte Saint-Fursy, qui remplaça une ancienne chapelle, d'où son nom ;
- l'église Saint-Sauveur, construite au XIIIe siècle ;
- l'église Notre-Dame de l'Assomption au faubourg de Bretagne, datant du XIIIe siècle ;
- la collégiale Saint-Fursy qui conservait les reliques de Fursy de Péronne ;
- la chapelle Notre-Dame de Pitié à La Chapelette avec un ermitage dont les trois ermites remplissaient la fonction de fossoyeur.

La ville possédait un chapitre de chanoines réguliers, un couvent de cordeliers (franciscains) depuis 1222 ainsi qu'une maladrerie depuis 1108 et un hôtel-Dieu.
En 1256, eut lieu la translation du corps de saint Fursy dans une nouvelle châsse, en présence du roi Saint Louis et du connétable Gilles de Trazegnies dit le Brun.
Le 24 septembre 1256, par le Dit de Péronne, le roi Saint Louis rendit un arbitrage au sujet de la succession de Marguerite de Flandre qui opposait ses cinq fils.

#### Privilèges accordés à la ville de Péronne parPhilippeIVle Bel

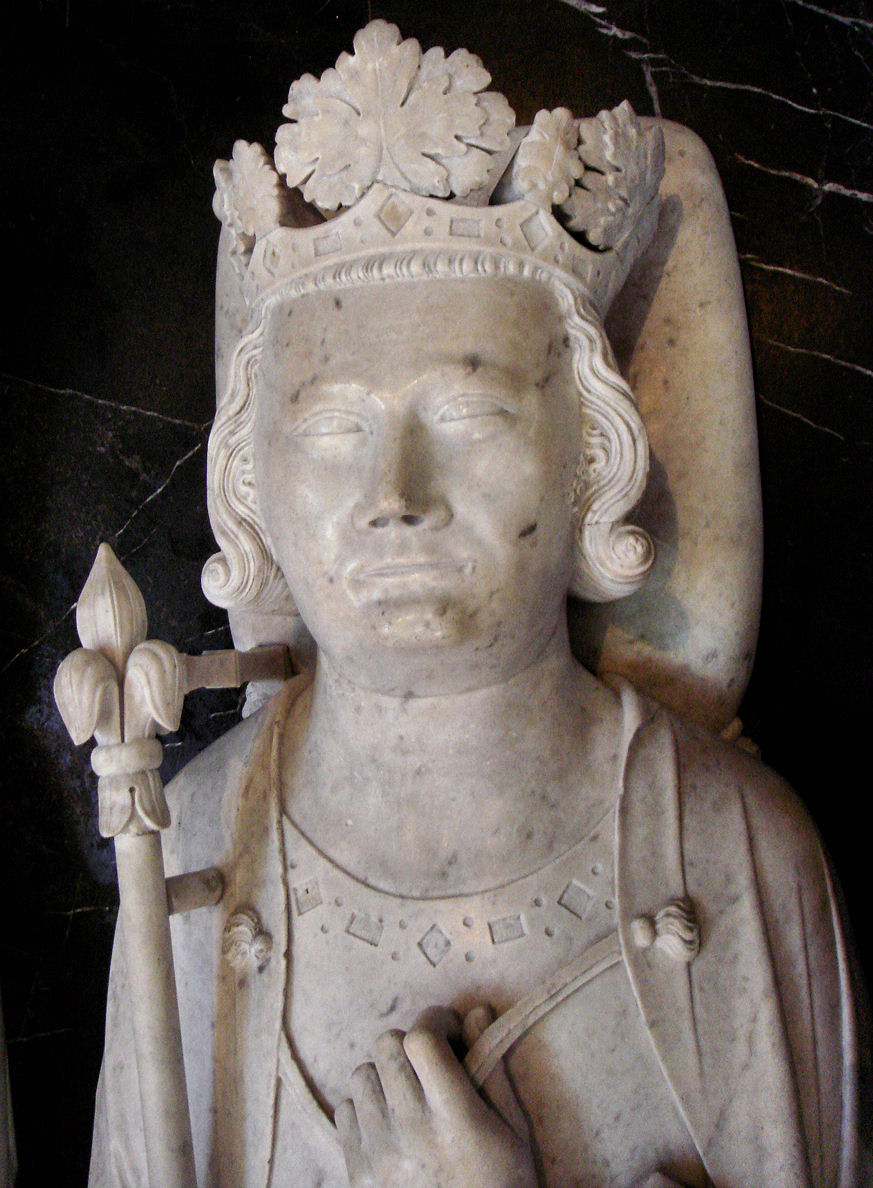
Philippe IV le Bel.

La ville de Péronne bénéficie de la bienveillance du roi de France Philippe IV le Bel qui prend, à la fin du XIIIe et au début du XIVe siècle, une série de mesures en sa faveur.
Par les chartes de février et juin 1292, Philippe IV le Bel confirme la foire de la Saint-Michel qui existait antérieurement. Sa date de début est fixée au 29 septembre, sa durée étant de huit jours. Cette foire marchande était franche de droits ce qui favorise le commerce local.
En 1301, le roi Philippe IV le Bel passe par Péronne avant la bataille de Courtrai, accompagné de son frère Charles de Valois. Il y rencontre Amédée de Savoie venu y conclure avec lui une trêve.
Après la bataille de Mons-en-Pévèle (1304), Philippe le Bel accorde à la ville de Péronne, en remerciement des hommes et de l'argent fournis pour cette expédition, la seigneurie de Sobotécluse et des grands moulins appartenant au roi qui s'y trouvaient, contre le paiement d'une redevance de soixante livres parisis.

### Bas Moyen Âge, Péronne dans la guerre de Cent Ans

#### Suppression de la commune par le roi Jean le Bon
En 1356, Charles le Mauvais, roi de Navarre est détenu à Péronne ce qui suscite une querelle entre la commune et le chapitre Saint-Fursy au sujet du paiement des deux seigneurs qui le gardaient au château.
Le roi Jean II le Bon avait donné la seigneurie et le château de Péronne à Jean d'Artois, comte d'Eu, captif avec lui en Angleterre mais libéré sur parole. En 1360, le comte d'Eu et le duc d'Orléans viennent à Péronne mais les habitants craignant que le duc d'Orléans ne livre la ville aux Anglais refusent de lui ouvrir les portes. Ils assiègent le château où se trouve la comtesse d'Eu, parvenant même à incendier l'avant-cour. Le roi par mesure de rétorsion supprime la commune.
En 1369, les Anglais commencent le siège de Péronne mais ils seront si vigoureusement repoussés qu'ils ne peuvent la prendre et abandonnent morts et blessés sur le terrain. L'année suivante, Robert Knolles et ses troupes ravagent le Vermandois sans attaquer Péronne.

#### Restauration de la commune par le roiCharlesV
Le roi Charles V, par lettres patentes du 27 février 1368, rend aux Péronnais leurs anciens privilèges, le droit d'avoir un mayeur et de reconstruire un beffroi. Une nouvelle charte de commune leur est accordée le 11 décembre 1369.
Charles V octroie aux habitants de Péronne, en 1373, le droit de percevoir sur chaque tonneau de vin vendu au détail en ville, la somme de 60 sols parisis, pendant trois ans. En contre-partie, la ville doit réparer ses remparts.
Un ancien beffroi aurait été construit sur les ruines du premier château. En 1375 commencent les travaux d'un nouveau beffroi dont la construction s'achève en 1396.

#### Péronne entre Armagnacs et Bourguignons

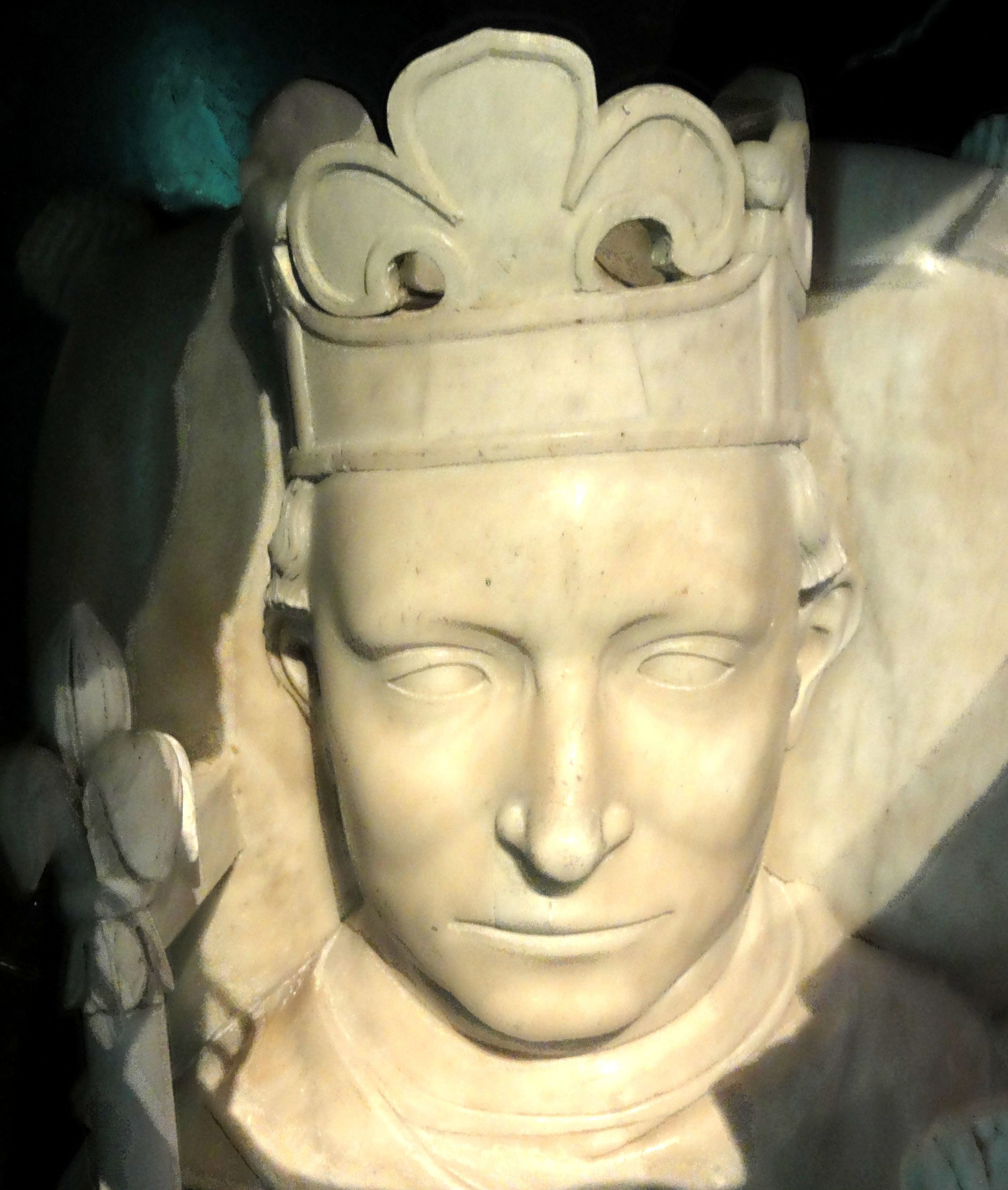
Gisant de, basilique Saint-Denis.

En novembre 1382, le roi Charles VI arrive à Péronne lors de l'expédition pour mater les Flamands révoltés. Après la Bataille de Roosebeke, à son retour à Péronne, le roi y crée la charge de capitaine de la ville et accorde également à la ville la création d'un grenier à sel.
Dans la guerre civile entre Armagnacs et Bourguignons, Péronne est bourguignonne dès 1410 et repousse une attaque des Armagnacs. En 1412, le duc de Bourgogne Jean sans Peur marche sur Paris mais les Péronnais refusent de lui ouvrir leurs portes. Le 26 juin 1414, Charles VI séjourne à Péronne après avoir reconquis Compiègne, Soissons et Laon. Pendant son séjour, il reçoit la visite de Marguerite de Bourgogne, comtesse de Hainaut et de son frère Antoine de Brabant qui tentent de réconcilier le roi et de duc de Bourgogne ; cette tentative échoue. Le 9 juillet 1414, Charles VI quitte Péronne et marche sur Bapaume et Arras.
La paix signée entre le duc de Bourgogne et le roi de France met la ville de Péronne dans la dépendance du duc qui fait son entrée dans la Péronne, le 26 août 1418. Le roi cependant nomme toujours le capitaine du château.
En 1420, le roi Charles VI sépare Péronne, Roye et Montdidier du gouvernement de Picardie et crée pour ces trois villes un gouvernement et une élection dont le siège se trouve à Péronne.

### Bas Moyen Âge, Péronne au cœur de la rivalité entreLouisXIet Charles le Téméraire
En 1435, par le Traité d'Arras qui scelle la réconciliation entre le duc de Bourgogne Philippe le Bon et le roi de France Charles VII, Péronne est incluse dans les villes de la Somme accordées au duc de Bourgogne. Ces villes de la Somme qui gardaient la frontière du nord du royaume seront l'objet de manœuvres et d'intrigues de 1463 à 1477 entre Louis XI et Charles le Téméraire.

#### L'entrevue de Péronne

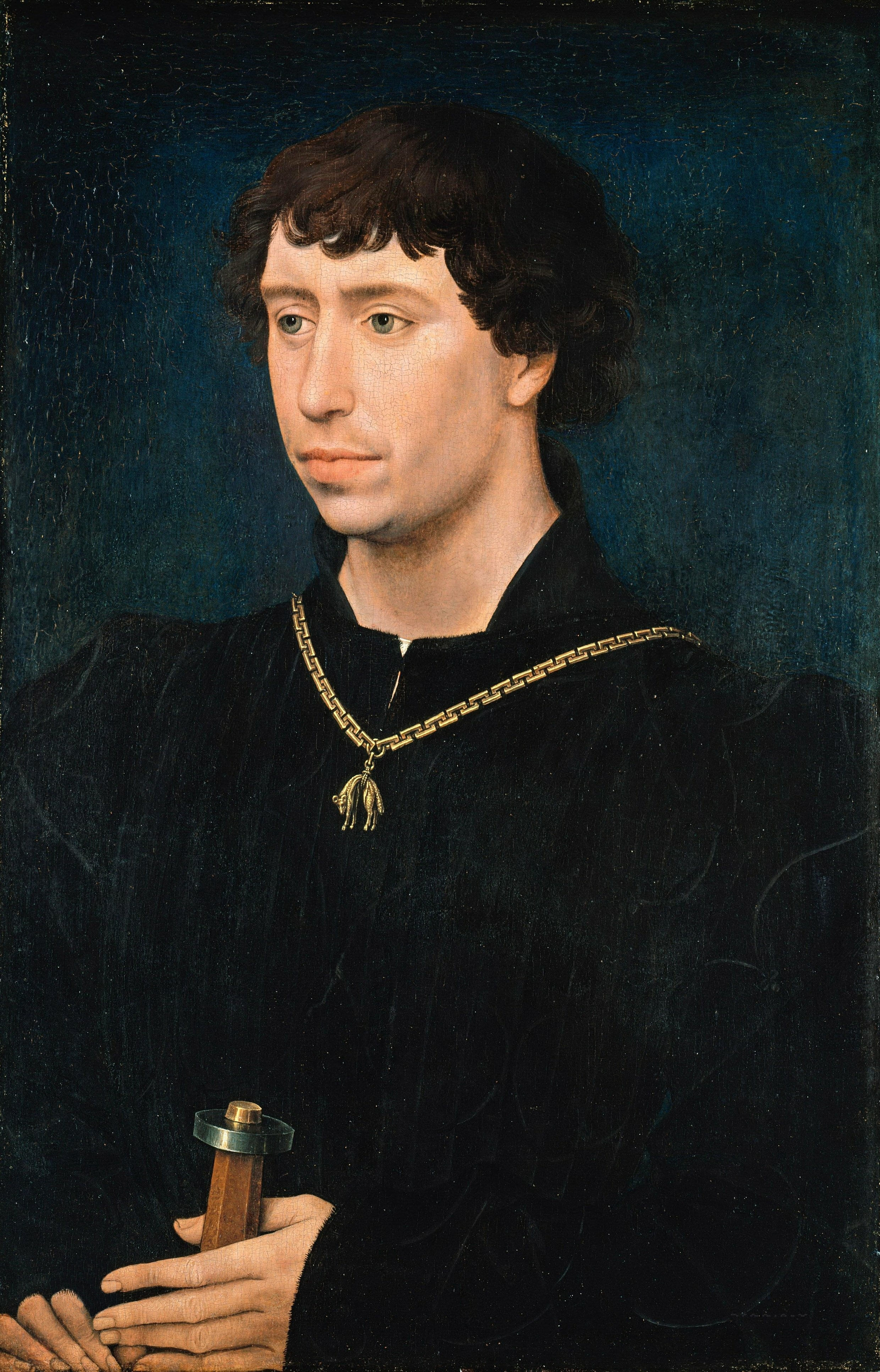
Charles le Téméraire par Rogier van der Weyden, vers 1462.

La seconde moitié du XVe siècle est marquée par les conflits opposant le roi de France Louis XI au puissant duc de Bourgogne Charles le Téméraire, souverain de fait de l'État bourguignon.
En 1467, Charles le Téméraire succéde à son père à la tête de l'État bourguignon, il était allié au roi d'Angleterre Édouard IV. Jugeant cette alliance dangereuse pour la France, Louis XI préfère traiter avec le duc de Bourgogne pour désamorcer tout conflit potentiel. À l'automne 1468, les émissaires du roi négocient une entrevue avec le duc de Bourgogne, son cousin, pour convenir des conditions d'un traité de paix entre les deux puissances. La rencontre a lieu à Péronne où Louis XI arrive le 9 octobre accompagné de princes du sang, de son principal ministre le cardinal Jean de la Balue, d'Olivier Le Daim, son conseiller et d'une petite centaine d'hommes, principalement des archers de sa garde écossaise.
Le 12 octobre, on apprend que les habitants de Liège se sont révoltés contre leur prince-évêque et le gouverneur bourguignon. Des envoyés du roi de France se trouvant au même moment à Liège, le duc de Bourgogne voit dans la révolte un complot du roi de France. Le duc est saisi de colère devant la duplicité de celui qu'il accueille. Il fait fermer les portes du château de Péronne où séjourne Louis XI, et les portes de la ville elle-même. Voilà le roi pris au piège et à la merci de son bouillant cousin. C'est alors que Philippe de Commynes, pourtant chambellan du duc de Bourgogne, fait parvenir au roi de France un message disant que si le roi acceptait les deux conditions du duc de Bourgogne, aucun mal ne lui serait fait mais que s'il refusait « il se mettrait en si grand péril que nul plus grand ne pourrait lui advenir ». En danger de mort, Louis XI se voit contraint de signer le traité de Péronne et d'accompagner Charles le Téméraire dans son expédition punitive contre Liège pour y mater la rébellion.

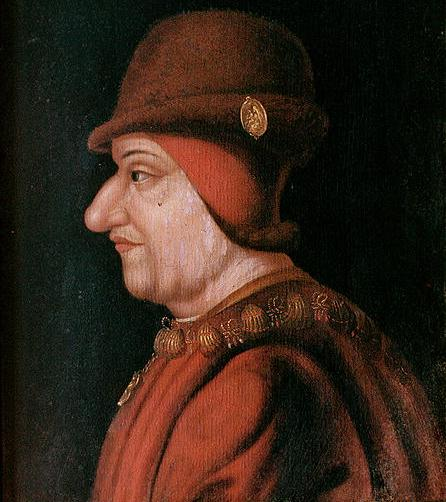
, roi de France.

Le 4 novembre, le roi quitte le duc de Bourgogne et repart pour Paris.

#### Péronne rattachée à la couronne de France
À la mort de Charles le Téméraire, le 7 janvier 1477, sa fille, Marie de Bourgogne, étant enfant, une partie de ses États est récupérée par Louis XI : duché de Bourgogne et Picardie notamment.
C'est ainsi que la ville de Péronne redevint définitivement possession des rois de France. Le blason de Péronne date de cette époque. À la demande des habitants, le roi vint à Péronne en février 1477 et confirme les privilèges accordés aux habitants dont l’exemption de taille.
En 1482, Philippe de Crèvecœur d'Esquerdes, gouverneur-général de Picardie et d'Artois, fonde à Péronne un couvent de clarisses.

## Époque moderne

### Épidémie et disette à Péronne
En 1507, les coutumes de la ville de Péronne sont publiées.
En 1509, le roi Louis XII accorde à la ville de Péronne la perception des droits seigneuriaux des prévôtés de Péronne, Roye et Montdidier pour financer la reconstruction de l’hôtel de ville. L'église Saint-Jean-Baptiste de Péronne est terminée la même année.
Le 2 octobre 1513, une émotion populaire provoquée par la disette entraîne le pillage des magasins de grains.
En 1514, une épidémie de peste sévit à Péronne.
En 1515, une attaque des impériaux dans les faubourgs de Péronne est repoussée par la population.

### Le siège de 1536
En 1536, Henri III de Nassau-Bréda commandant l'armée de Charles Quint assiège la ville du 14 août au 11 septembre. Malgré d'incessants bombardements et plusieurs assauts, la ville défendue par Robert de La Marck tient bon.
Par cet épisode glorieux Péronne obtint du roi François Ier plusieurs privilèges : par l'édit de Chantilly de février 1537, le roi confirme aux Péronnais leur exemption de taille, des droits de nouveaux-acquêts etc. De plus, ils étaient affranchis du droit de franc-fief et du logement des gens de guerre ; les nobles étaient exemptés de marcher à la convocation du ban et de l'arrière-ban. En outre, François Ier octroie à la ville de Péronne l'honneur de porter un « P » couronné sur son blason.
Du siège de 1536, naquit l'histoire (ou la légende) de Marie Fouré qui à l'imitation de Jeanne Hachette se serait illustrée lors du siège de la ville.

### Les Péronnais refusent le protestantisme
En prolongement de son Grand Tour de France organisé par sa mère Catherine de Médicis, le roi Charles IX se rend à Péronne le 21 août 1567.
L'édit de Moulins du 10 février 1566 donne lieu à la rédaction des coutumes générales du gouvernement de Péronne, Roye et Montdidier. Les députés des trois ordres se réunissent à Péronne, le 15 septembre 1567, pour mettre la dernière main à la rédaction des coutumes.
L'édit d'Amboise du 19 mars 1563 autorise l'exercice du culte protestant dans les faubourgs à raison d'une ville par bailliage. Henri Ier de Bourbon-Condé, chef protestant et gouverneur de Picardie, avait obtenu du roi Henri III, en 1576, que Péronne soit une place protestante. Les habitants de Péronne refusèrent que les faubourgs de leur ville accueillent un lieu de culte huguenot. Une échauffourée entre protestants des faubourgs et habitants aggrave la situation. Les seigneurs d'Estourmel et d'Haplaincourt intercèdent auprès du roi qui leur donne satisfaction, Péronne ne devint pas une place protestante.

### Péronne, berceau de La Ligue
La Ligue est le nom donné à un groupe de nobles catholiques dont le but affiché était la défense de la religion catholique contre le protestantisme. L’attribution de places de sûreté aux protestants provoque la révolte des catholiques contre le roi. Jacques d'Humières, gouverneur de Péronne, refuse de remettre la ville aux protestants. Avec des nobles des environs, il prépare un manifeste au château d'Happlaincourt, probablement en juin 1576. Ce manifeste est signé et rendu public à Péronne le 13 février 1577. C'était un appel aux princes et prélats du royaume, afin de rétablir la religion catholique et « l’obéissance de Sa Majesté ». Le mouvement s’étend rapidement à toute la Picardie (avec les villes d'Abbeville, Saint-Quentin, Beauvais, Corbie etc.) puis à toute la France avec le soutien actif de l’Espagne. Néanmoins, le 14 septembre 1577, la liberté de conscience et de culte est accordée aux protestants pour six ans dans tout le royaume.
La crise ressurgit en 1584, avec la mort de l'héritier du trône, François, duc d'Alençon ; Henri de Navarre, le futur roi Henri IV, prince protestant devint le nouvel héritier du trône. Parallèlement, Henri de Guise prend la tête d’une nouvelle Ligue.
La Ligue publie sa proclamation le 31 mars 1585, à Péronne, où elle déclare vouloir rétablir la religion unique, soustraire le roi à l'emprise de ses favoris, et l'obliger à faire appel régulièrement aux états généraux. Henri III est assassiné le 1er août 1589, Henri de Navarre devient roi de France mais doit combattre l'armée de la Ligue.
En 1593, Péronne se rallie à Henri IV qui confirme ses privilèges le 23 avril 1594. Il vient prendre possession de Péronne le 15 août 1594.

### Péronne sous la menace espagnole
En 1595, les hostilités avec l'Espagne ayant repris, le comte de Fuentès chef des troupes espagnoles marche sur Péronne pour en faire le siège. Louis de Gonzague, duc de Nevers, commandant les armées françaises, s'y retranche. Les Espagnols restent quatre jours devant Péronne sans pouvoir la prendre et partent pour Cambrai.

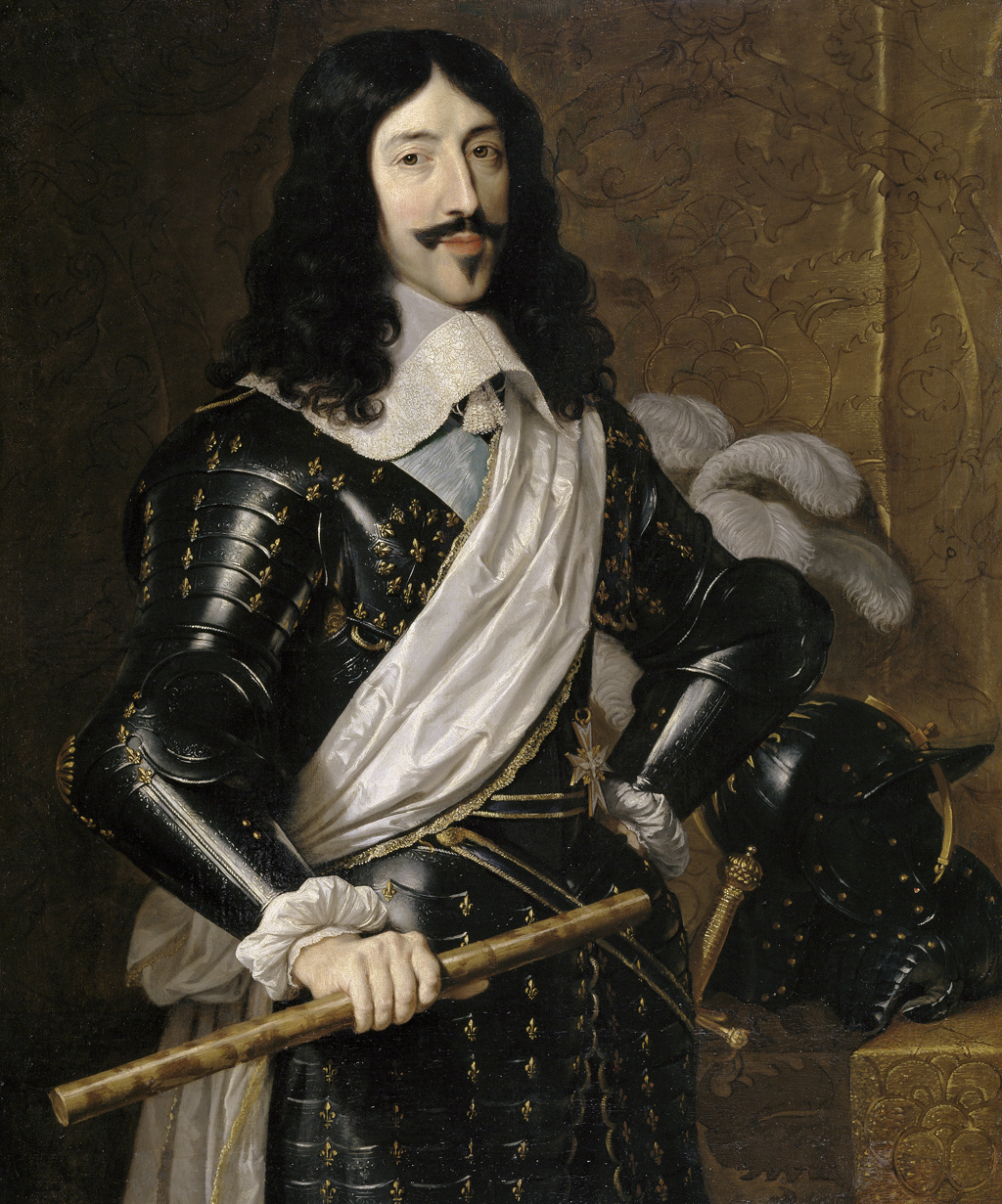
' par Philippe de Champaigne.

Le 19 août 1611, Concino Concini fait son entrée dans Péronne en sa qualité de gouverneur.
En 1614, l'assemblée des trois ordres se réunit à l'hôtel de ville de Péronne pour désigner les députés aux états généraux : Claude Thuet, docteur en théologie, est élu pour le clergé, M. de Bernavillers pour la noblesse, et Robert Choquel, avocat du roi et mayeur de Péronne pour le tiers état.
En 1616, les habitants en appellent au roi et se soulèvent contre Concino Concini, maréchal d'Ancre, qui tente de rogner leurs privilèges. Un mémoire dénonçant les excès du Maréchal d'Ancre est adressé au roi. Le 31 octobre 1616, Louis XIII casse toutes les décisions prises par Concini à l'encontre des Péronnais et confirme les privilèges accordés antérieurement à la ville. Le 24 avril 1617, Concini est assassiné dans la cour du Louvre, par ordre du roi.
Le 7 octobre 1621, un incendie au faubourg de Bretagne détruit trente maisons.
En janvier 1632, une épidémie de peste sévit dans la ville.
Le 3 janvier 1635, le dégel rapide provoque un débordement de la Somme qui emporte la moitié de la chaussée du faubourg de Paris, le corps de garde et les soldats qui s'y trouvaient.

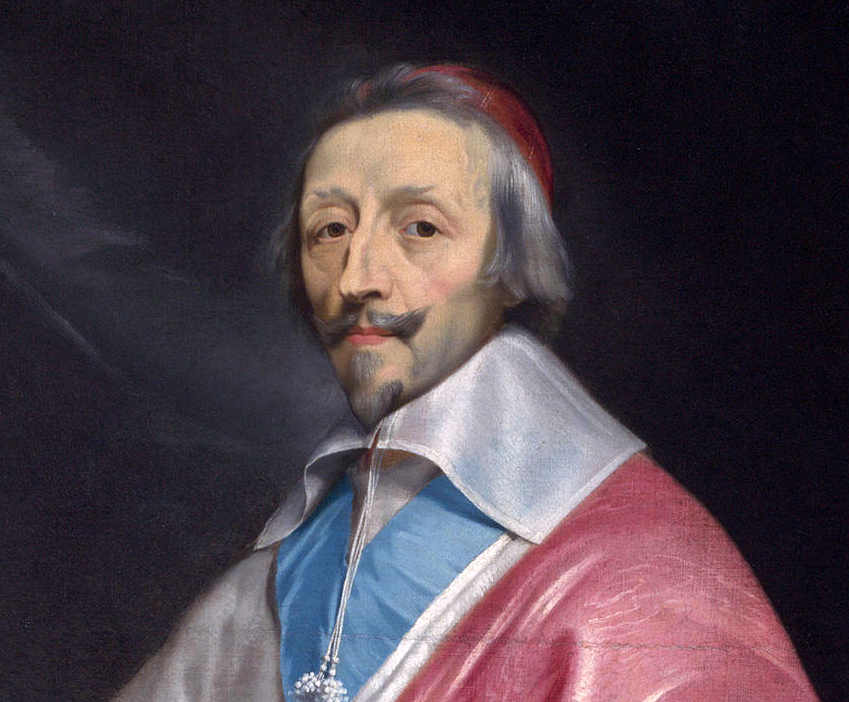
Richelieu par Philippe de Champaigne.

Du 1er au 8 mai 1635, Louis XIII, la reine Anne d'Autriche, le cardinal de Richelieu, les princes du sang et la cour, séjournent à Péronne. Le roi confirme les privilèges de la ville.
À partir de 1635, la France prend part à la guerre de Trente Ans qui se prolongea jusque 1659 par la guerre franco-espagnole.
En 1636, les Espagnols entrent en Picardie. Jean de Werth et le Cardinal-Infant commandaient les armées qui rôdaient autour de Péronne. La ville avait reçu des renforts pour tenir en cas de siège mais la peste y sévissait.
Le 30 juillet, le château de Mesnil-Bruntel est pris par l'ennemi et le village de Brie incendié. Les troupes espagnoles concentrées au Mont-Saint-Quentin tirent au canon sur la ville. Cependant, une partie des troupes ennemies poursuivie par le comte de Soissons quitte les environs de Péronne et marche sur Bray-sur-Somme et Corbie.
Tandis que Corbie tombe aux mains des Espagnols le 15 août, Péronne tient bon. La ville est définitivement dégagée de la pression étrangère et Gaston d'Orléans entre dans Péronne, le 23 septembre 1636.

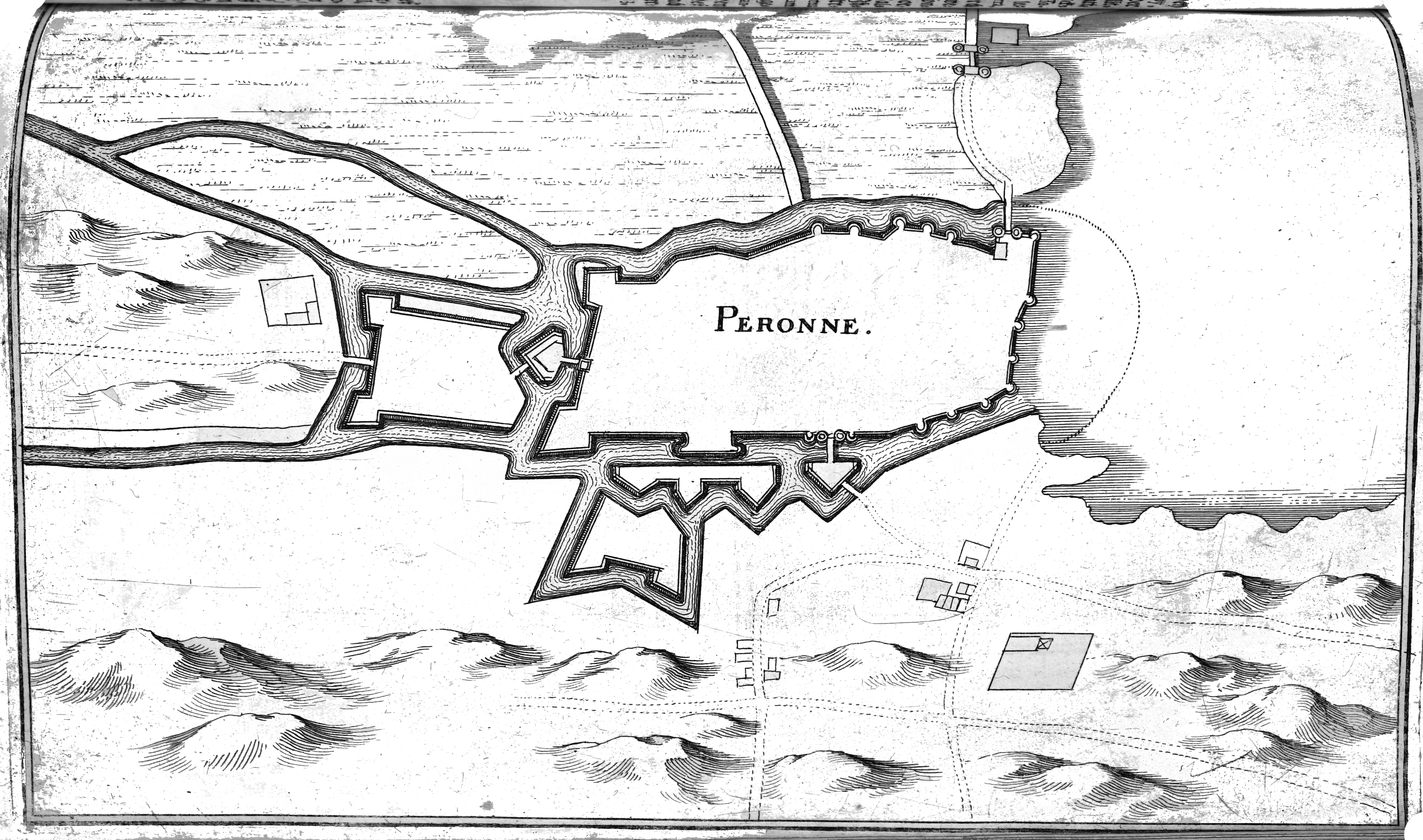
Péronne au XVIIe siècle in Topographia Galliæ de Martin Zeiller.

Le 27 août 1638, Richelieu arrive à Péronne pour inspecter les réparations des fortifications. Du 11 au 13 juillet 1639, le roi Louis XIII et Richelieu séjournent dans la ville. Ils y revinrent du 29 juin au 19 juillet puis du 11 au 21 septembre 1641. Le 18, ils apprennent la reddition de Bapaume et le 21 celle de Coni, dans le Piémont.
C'est pendant le séjour de Louis XIII que sont signés à Péronne deux traités : 
- par le traité de Péronne du 14 septembre 1641, la principauté de Monaco se détache du protectorat espagnol pour se placer dans la mouvance de la Couronne de France. Louis XIII et le cardinal de Richelieu négocient cet accord avec Honoré II Grimaldi de Monaco[15] ;

- le traité de Péronne du 19 septembre 1641, signé entre le roi de France et les institutions catalanes reconnait Louis XIII, qui s'engage à respecter les libertés catalanes, comme comte de Catalogne.

### Religion et enseignement à Péronne auXVIIesiècle

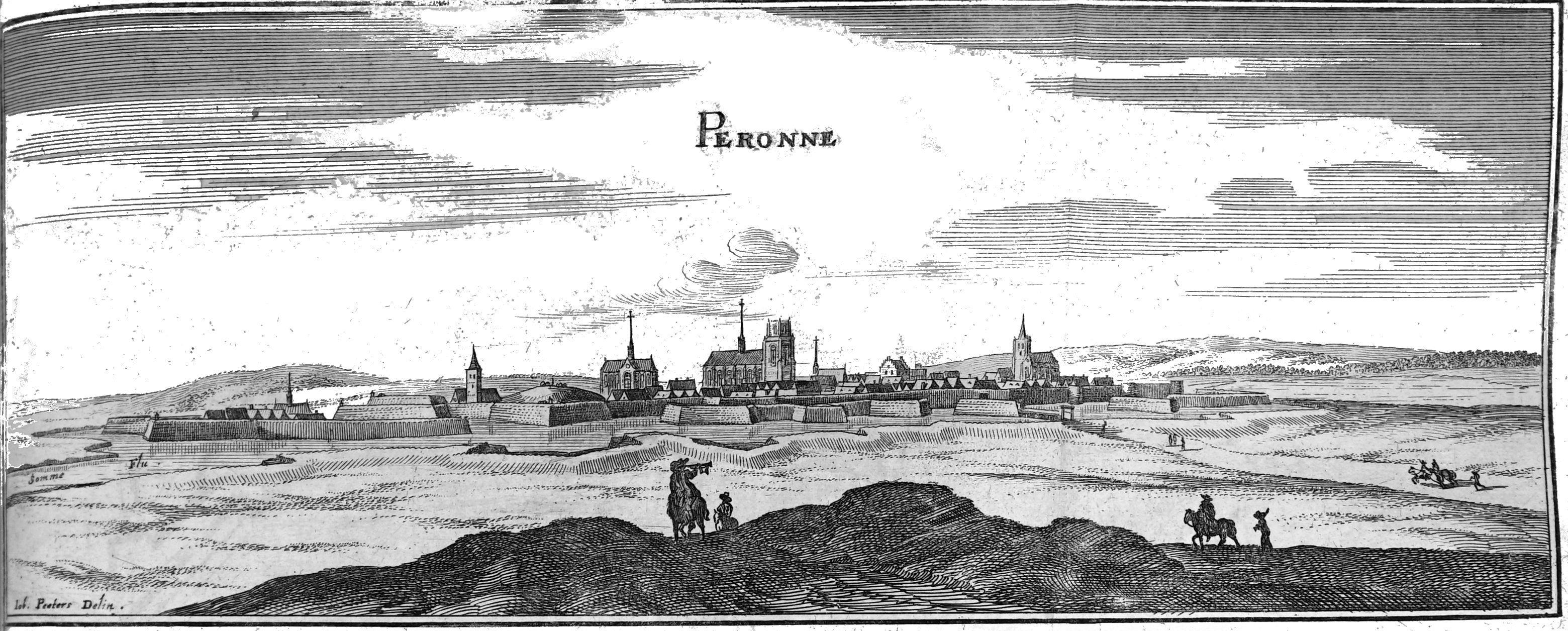
Péronne au XVIIe siècle, in Topographia Galliæ de Martin Zeiller.

Le XVIIe siècle, siècle de la Contre-Réforme en France, est marqué, à Péronne, par la création de plusieurs établissements religieux :
- couvent des capucins, en 1605 et 1618 ;
- couvent des minimes, vers 1610 ;
- couvent des ursulines, fondé, le 18 juin 1689, par la veuve de Louvel de Fontaines, maire de Péronne.

En 1678, à l'initiative de la veuve Louvel de Fontaines, les sœurs de Sainte-Agnès établissent à Péronne un établissement d'éducation pour les jeunes orphelines. L'hôpital Sainte-Agnès accueille également des vieillards.
Depuis le Moyen Âge, il existait un collège d'enseignement à Péronne, lié au chapitre de chanoines de Saint-Fursy. On y enseignait gratuitement les humanités jusqu'à la classe de troisième. En 1614, le collège est reconstruit sur un terrain appartenant à la municipalité chargée de l'entretien du bâtiment ; elle rémunère également en partie les professeurs. C'est l'hôtel de ville et le chapitre de chanoines qui nomment le principal. La gestion du collège est d'abord confiée à des oratoriens puis à partir de 1660 à des mathurins jusqu'à la fin du XVIIIe siècle.

### Péronne fidèle au roi de France pendant la Fronde
Pendant la Fronde des princes (1650-1653), Péronne reste fidèle au roi de France. Mazarin, principal ministre de la régente Anne d'Autriche, doit quitter Paris et se réfugier à Péronne le 26 février 1651. Le 28, il quitte la ville pour aller en exil à Cologne.

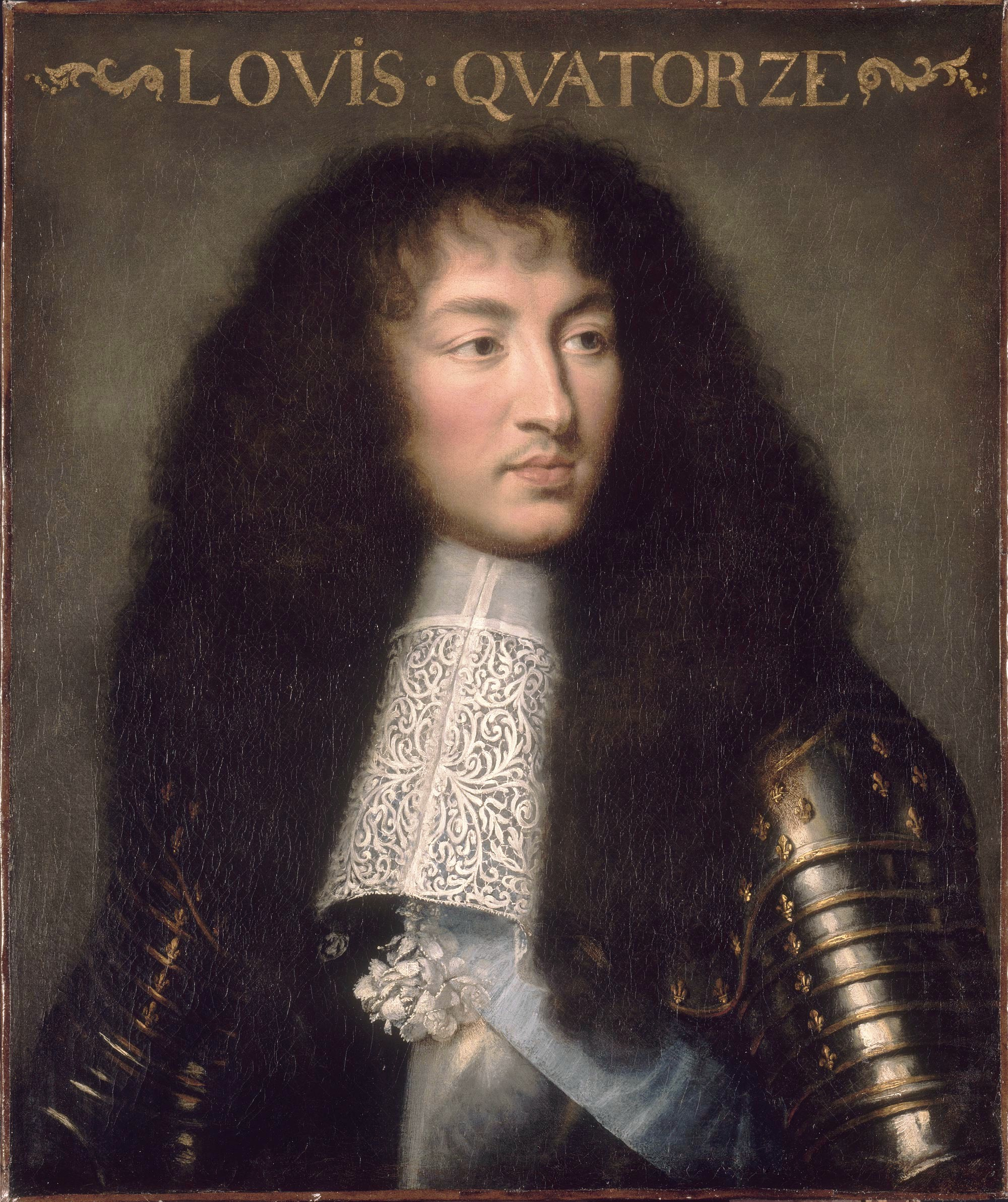
Louis XIV en 1661 par Charles Le Brun.

La porte de Paris est reconstruite au frais du roi à partir du 25 juillet 1652. Après la victoire des partisans du roi sur Condé révolté, Mazarin rappelé par le roi passe de nouveau par Péronne en février 1653. En 1654, Condé allié à l'archiduc Léopold, gouverneur des Pays-Bas espagnols, fait le siège d'Arras. Louis XIV et sa cour séjournent à Péronne du 13 août au 2 septembre 1654. Le 15 août, après la messe, le roi touche vingt-cinq malades. Le 25 août, on apprend que Condé avait levé le siège d'Arras.
En 1655, Louis XIV et Mazarin passent de nouveau par Péronne en se rendant en Flandre. C'est la même année que Charles de Monchy d'Hocquincourt, gouverneur de Péronne, prend le parti de Condé. Mazarin lui ayant proposé de lui racheter pour 400 000 écus les gouvernements de Péronne et de Ham, le maréchal d'Hocquincout refuse et se range au côté de Condé. Il s’apprête à agir le 24 août 1655. C'était sans compter sur la détermination du mayeur de la ville Louvel de Fontaines qui, dès le lendemain matin, fait fermer les portes de la cité et disposer les gardes suisses dans la ville. Ne pouvant agir, le gouverneur quitte Péronne et gagne le bois de Rocogne, à l'est de la ville, où l'attendait les soldats de Condé.
En 1656, Louis XIV remercie les Péronnais pour leur fidélité durant la Fronde en leur accordant la devise Urbs Nescia Vinci, qui apparaît pour la première fois sur des jetons frappés en or, en bronze et en argent, sur ordre du roi, par la Monnaie de Paris. Il confirme les privilèges dont bénéficiait la ville.
En 1668, une nouvelle épidémie de peste sévit à Péronne.
En 1701, la façade du bailliage s'écroule. Louis XIV finance sa reconstruction en 1703. La municipalité décide alors d'orner le fronton du bâtiment d'un soleil en plomb doré avec la devise du roi « Nec pluribus impar ».

### Péronne à la fin de l'Ancien Régime
En mai 1744, Louis XV séjourne plusieurs jours à Péronne avant de se rendre en Flandre.
Le 29 août 1751, le faubourg de Paris (ancien Sobotécluse) est entièrement détruit par un incendie. En 1765, on reconstruit le pont entre la porte de Paris et le couvent des clarisses, on répare la porte et le corps de garde est rebâti en 1767.
En 1783, on procède à l'agrandissement de l'hôtel de ville pour lequel le roi Louis XVI donne 15 000 livres. Le 13 mars 1787, Péronne se dote d'un éclairage public, seize réverbères éclairèrent la nuit les rues de la ville.
En 1779, Péronne est desservie par un service de diligences la reliant à Paris et à Lille, trois jours par semaine. Le temps de trajet était d'une journée entre Péronne et chacune des deux villes. Une diligence reliant Paris à Saint-Omer une fois par semaine, passait également par Péronne.
À la fin de l'Ancien Régime, Péronne possède plusieurs églises et couvents : l'église Notre-Dame de Bretagne, l'église Saint-Sauveur, le couvent des capucins, l'église Saint-Jean-Baptiste, la collégiale Saint-Fursy, le couvent des minimes, l'église Saint-Quentin-Capelle et le couvent des clarisses. Seule, l'église Saint-Jean-Baptiste subsiste aujourd'hui.
Le 19 mars 1789, dans l'église Saint-Jean-Baptiste de Péronne a lieu la réunion des trois ordres des bailliages de Péronne, Roye et Montdidier. Les cahiers de doléances sont rédigés et on élit les députés : Jean-Sifrein Maury, abbé du prieuré de Lihons-en-Santerre et l'abbé Calixte de La Place, curé de Languevoisin pour le clergé ; le chevalier Alexandre de Lameth et le duc de Mailly, pour la noblesse ; Louis-Ghislain de Bouteville du Metz, Charles-François de Bussi, agriculteur à Rouvrel, Marie-Louis-Nicolas Pincepré de Buire et Marc Florent Prévost, avocat du roi au bailliage de Roye, pour le tiers état.

## Époque contemporaine

### La Révolution française à Péronne
En 1790, à la création du département de la Somme, Péronne devint chef-lieu de district et siège d'un tribunal civil.

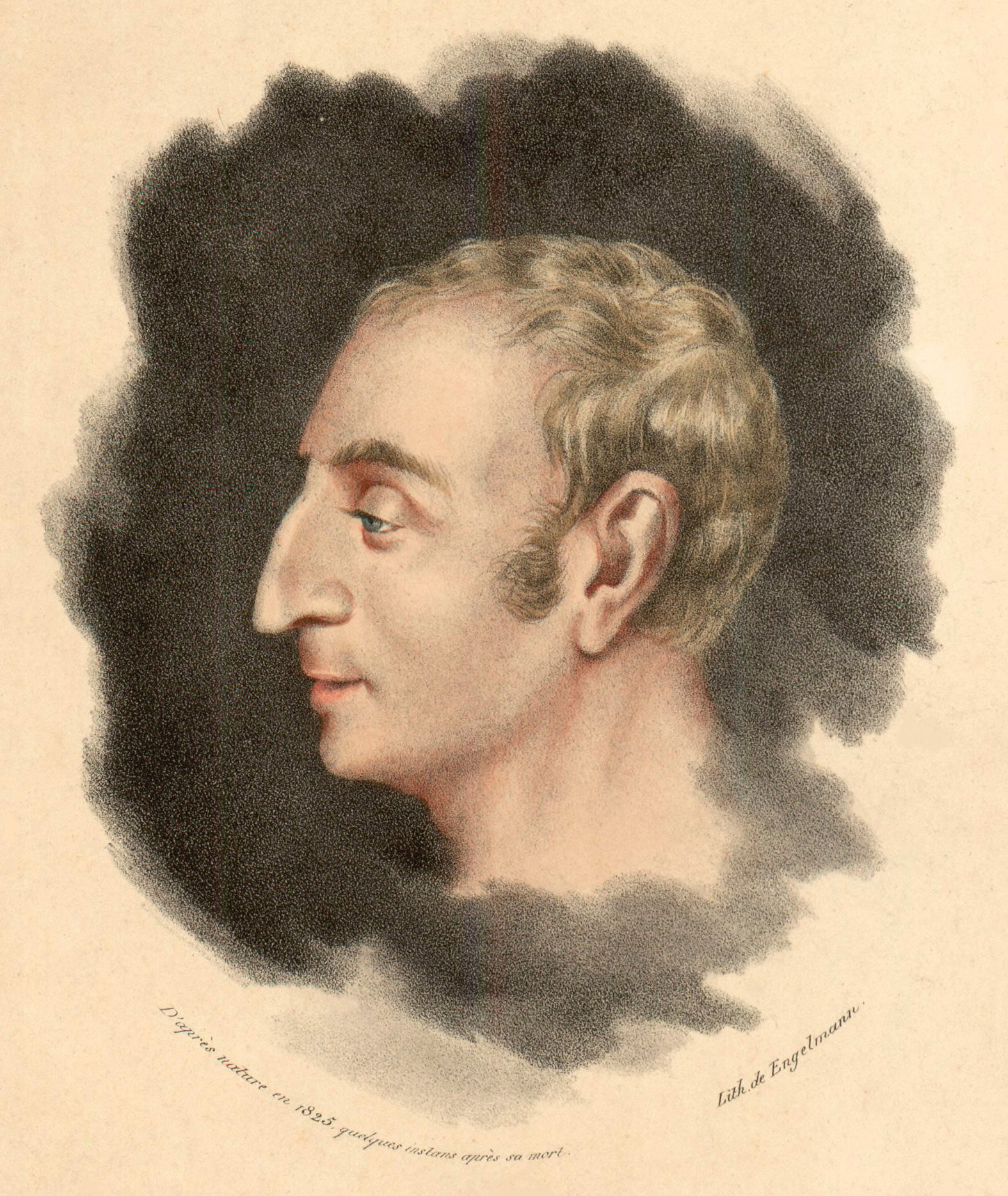
Henri de Saint-Simon.

Les 16 et 19 mars 1791, trois des cinq curés de Péronne qui avaient prêté le serment civique se rétractent. Par la loi du 29 mai 1791, toutes les paroisses de Péronne sont réunies en une seule, la paroisse Saint-Fursy.
Le 8 juin 1792, la Patrie ayant été déclarée en danger par l'Assemblée législative, on ouvre, à Péronne, un registre pour l'enrôlement des volontaires pour combattre l'ennemi.
Le 4 avril 1793, après la défection du général Dumouriez, la Convention nationale ordonne de rassembler à Péronne les éléments de l'armée du Nord désorganisée.
Le 20 septembre 1793, le comte Henri de Saint-Simon se présente à la mairie de Péronne et déclare renoncer à son titre et à son patronyme. Il prend alors le nom d'Henri Bonhomme. Il reprit par la suite son nom d'origine et obtint, au XIXe siècle, une longue postérité en tant que penseur politique et social.
Dans la nuit du 7 au 8 octobre 1793, le maire de Péronne, Antoine Dehaussy de Robecourt, est arrêté et envoyé à la prison de La Providence d'Amiens sur ordre d'André Dumont, envoyé en mission par la Convention nationale. Le 8 frimaire an II (28 novembre 1793), l'église saint Fursy est transformée en Temple de la Raison. Le culte de l'Être suprême est instauré à Péronne, le 20 prairial an II (8 juin 1794)).

### Péronne auXIXesiècle, une ville assoupie?
Le 26 juin 1815, la garnison de Péronne se rend au général Wellington. Quelques jours plus tard, Louis XVIII et le tsar Alexandre Ier traversent la ville pour se rendre à Paris.
La population de la ville augmente pendant la première moitié du XIXe siècle passant de 3 706 habitants en 1800 à 4 887 en 1851. La seconde moitié du siècle est marquée par une stagnation voire un léger déclin démographique (4 816 habitants en 1896).
Du 27 décembre 1870 au 9 janvier 1871, l'armée prussienne assiége Péronne. La ville résiste treize jours, ayant subi un bombardement incessant, elle capitule le 9 janvier 1871 : plus de 600 immeubles sont détruits ou endommagés. C'est pendant ce siège que se déroule l'épisode du marin Delpas. Le 29 décembre 1870, un obus prussien tiré des hauteurs de La Maisonnette éclate sur les remparts tuant le marin Delpas et blessant quatre canonniers près des moulins Damay. Un monument sera élevé, par la suite, à la mémoire du marin.

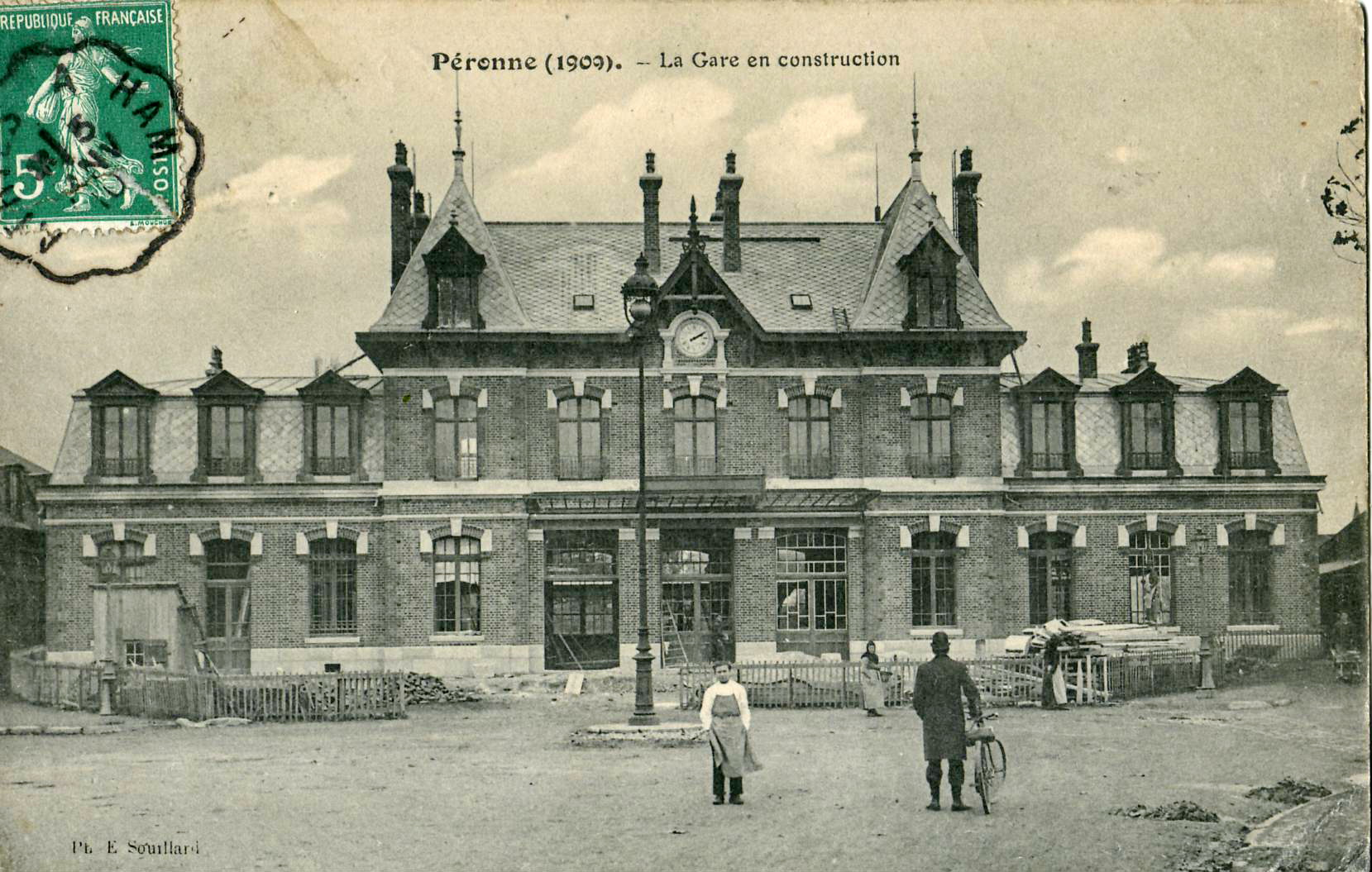
Gare de Péronne - Flamicourt en construction en 1909.

La révolution industrielle eut un impact limité à Péronne. En 1873, le chemin de fer arrive. La gare de Péronne - Flamicourt était située sur la ligne Paris – Saint-Just-en-Chaussée – Cambrai. À la fin du siècle, la ville comptait une minoterie et une fabrique de bicyclettes. La commune voisine de Doingt possédait une fabrique d'huiles et tourteaux, une scierie et une fabrique de sucre. Pendant cette période, le port fluvial de Péronne connait une certaine activité : transport de produits agricoles, de farines et de phosphate des environs.
En 1874, à l'initiative d'Alfred Danicourt, maire de Péronne et collectionneur d'art et d'objets archéologiques, est créé, dans l'hôtel de ville, un musée qui ouvre ses portes, le 7 octobre 1877. À sa mort en 1887, Danicourt légue à la ville l'intégralité de ses collections.
À la fin du siècle, Péronne est marquée par une évolution politique, une majorité d'électeurs montre par son vote son attachement à la République: Gontran Gonnet est maire et député républicain de la ville puis ce fut Gustave Trannoy lui aussi républicain modéré. Ni à la fin du XIXe siècle, ni au début du XXe, Péronne ne montra d'adhésion aux idéaux socialistes alors en plein essor en France.

### XXesiècle, Péronne entre destruction et renouveau

#### Première Guerre mondiale, Péronne anéantie

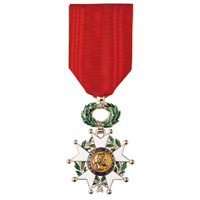
Médaille de chevalier de la Légion d'honneur.

Quelques jours avant la déclaration de guerre, la ville de Peronne reçut la croix de la Légion d'honneur des mains du président de la République, Raymond Poincaré, le 12 juillet 1914 avec la citation suivante (décret du date 3 octobre 1913 - article 2) : 

« [...]  Au nombre des villes frontières qui, aux diverses époques de notre histoire, ont eu à subir les assauts de l'ennemi, il en est peu qui possèdent dans leurs annales des titres aussi glorieux que la ville de Péronne. Le siège mémorable qu'elle soutint en 1536 contre les Impériaux du comte de Nassau est devenu légendaire et suffirait à lui seul pour l'illustrer. Plus près de nous, le siège de 1870-1871, pendant lequel la ville de Péronne eut à supporter un bombardement des plus violents, constitue également des titres dont cette cité peut, à bon droit, s'enorgueillir. Il a donc paru qu'il convenait au gouvernement de la République de perpétuer le souvenir de ces événements mémorables en autorisant la ville de Péronne à ajouter à ses armoiries la croix de la Légion d'honneur. » [...]. »

.
La guerre est déclarée le 3 août 1914. Dès le 23 août 1914, on entend à Péronne le grondement du canon. Le passage de réfugiés belges et français, le 26, avait alerté la population, comme le notait dans son journal l'abbé Caron, curé de Péronne. Le 27 août dans la soirée, la cavalerie française, passe par le faubourg de Bretagne, se repliant en bon ordre. Le sous-préfet et l'administration municipale évacuent la ville. Le 28 août 1914, vers 1 heure du matin, les obus allemands tombent sur la ville, la population se terre dans les caves. À partir de 5 heures du matin les soldats français, se repliant, traversent la ville en tirant sur l'ennemi. Les Allemands pénétrent dans la ville vers 6 heures au son du canon. Maisons et magasins, sur leur passage, sont dévastés. La ville était en flamme : église, maisons, sous-préfectures sont incendiées. Le 29 août, les notables restés en ville : conseillers municipaux, juge de paix, curé etc. sont retenus sur la Grand-place comme otages. Le 31 août, l'état-major allemand installé à l'hôtel de ville quitte la ville, n'y laissant qu'une faible garnison.
Les Allemands abandonnent Péronne le 15 septembre après la Bataille de la Marne. Ils la réoccupèrent le 23 et y installent un camp retranché, solidement fortifié.

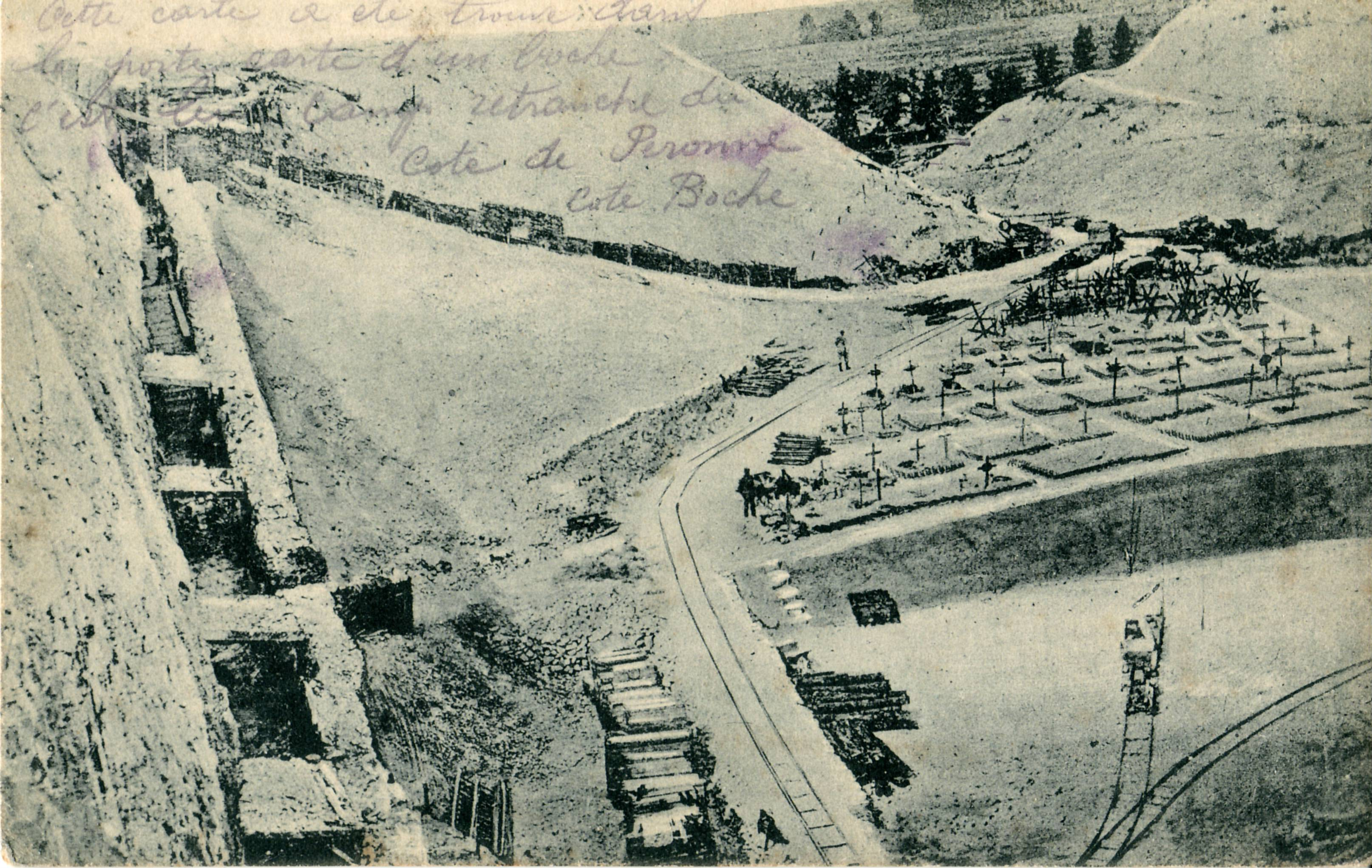
Vue partielle du camp retranché allemand de Péronne.

À la fin du mois de janvier 1916, l’église Saint-Jean-Baptiste est transformée temporairement en prison. Près de 500 prisonniers français capturés sur le front à Frise y sont détenus avant d'être embarquer dans des wagons à bestiaux pour la captivité en Allemagne.
Le 1er juillet 1916, débute la Bataille de la Somme. Le 7 juillet, le centre-ville croule sous les obus. Les jours suivants, sur ordre des autorités allemandes, la ville est vidée de ses habitants.
En mars 1917, les Allemands quittent volontairement l'est du département de la Somme et se replient sur la Ligne Hindenburg, dans le département de l'Aisne. Le 20 mars, les troupes britanniques entrent dans Péronne, tout y était détruit : hôtel de ville, église, maisons dont aucune n'était intacte.
Péronne est occupée une nouvelle fois par les Allemands de mars à août 1918 au cours de la bataille du Kaiser. La contre-attaque des Alliés est menée à partir du 8 août par l'offensive des Cent-Jours. L'attaque pour la prise de Péronne est confiée aux Australiens. Le général John Monash organise un assaut frontal qui oblige la 2e division australienne à traverser des marais pour attaquer les hauteurs du mont Saint-Quentin. Les Australiens traversent la Somme dans la soirée du 30 août. Le 31 août à 5 heures du matin, deux bataillons australiens appuyés par l'artillerie donnent la charge sur le mont Saint-Quentin. Les Allemands repoussés arrivent cependant à regagner la crête. Les Australiens la reconquirent le lendemain. Le 1er septembre, les forces australiennes entrent dans Péronne qui tombe entièrement entre leurs mains le lendemain.
À la fin du conflit, la ville était anéantie.
Le peintre François Flameng fit de nombreux croquis et tableaux de la ville pendant la Grande Guerre.

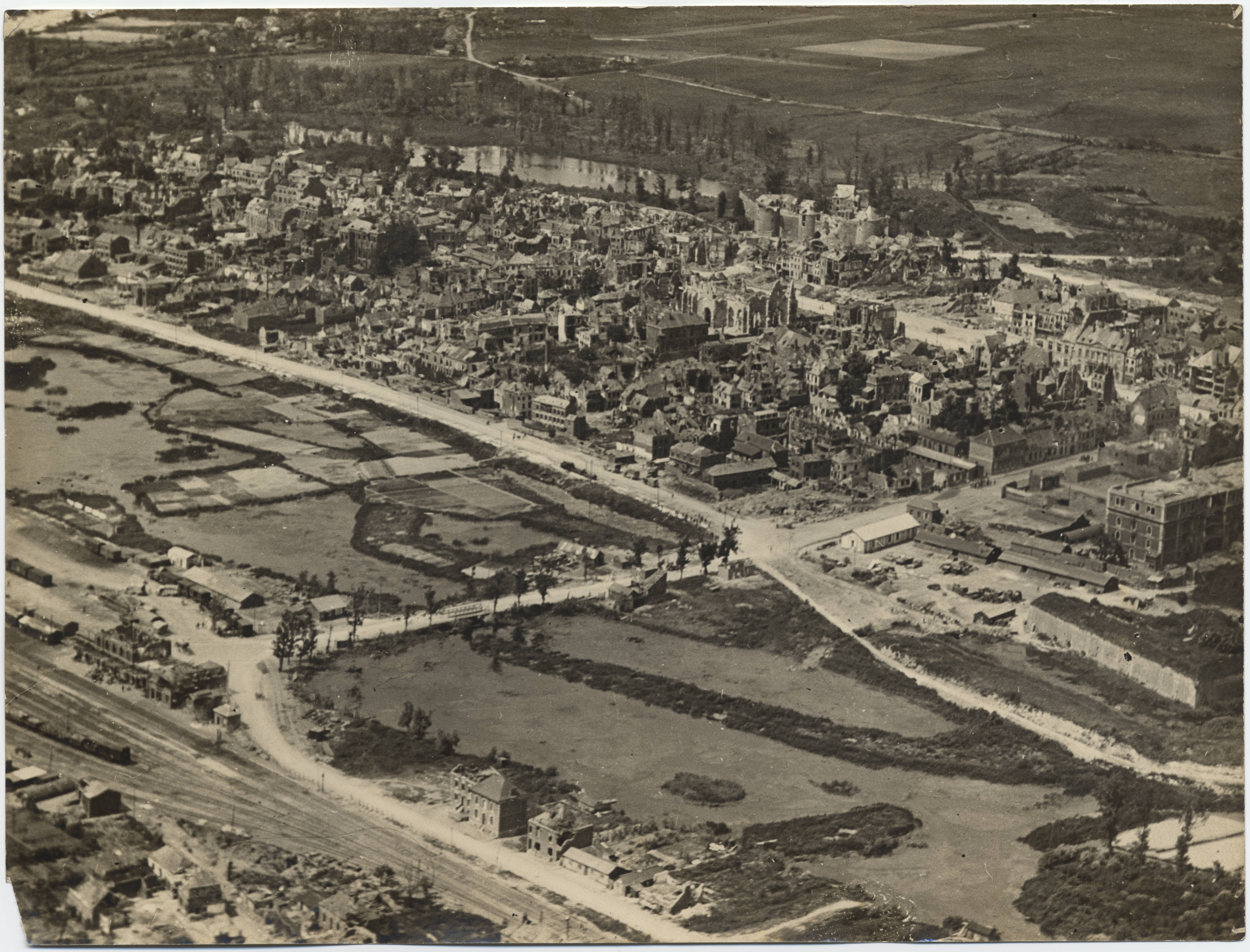
Vue générale de Péronne en ruines (1918).
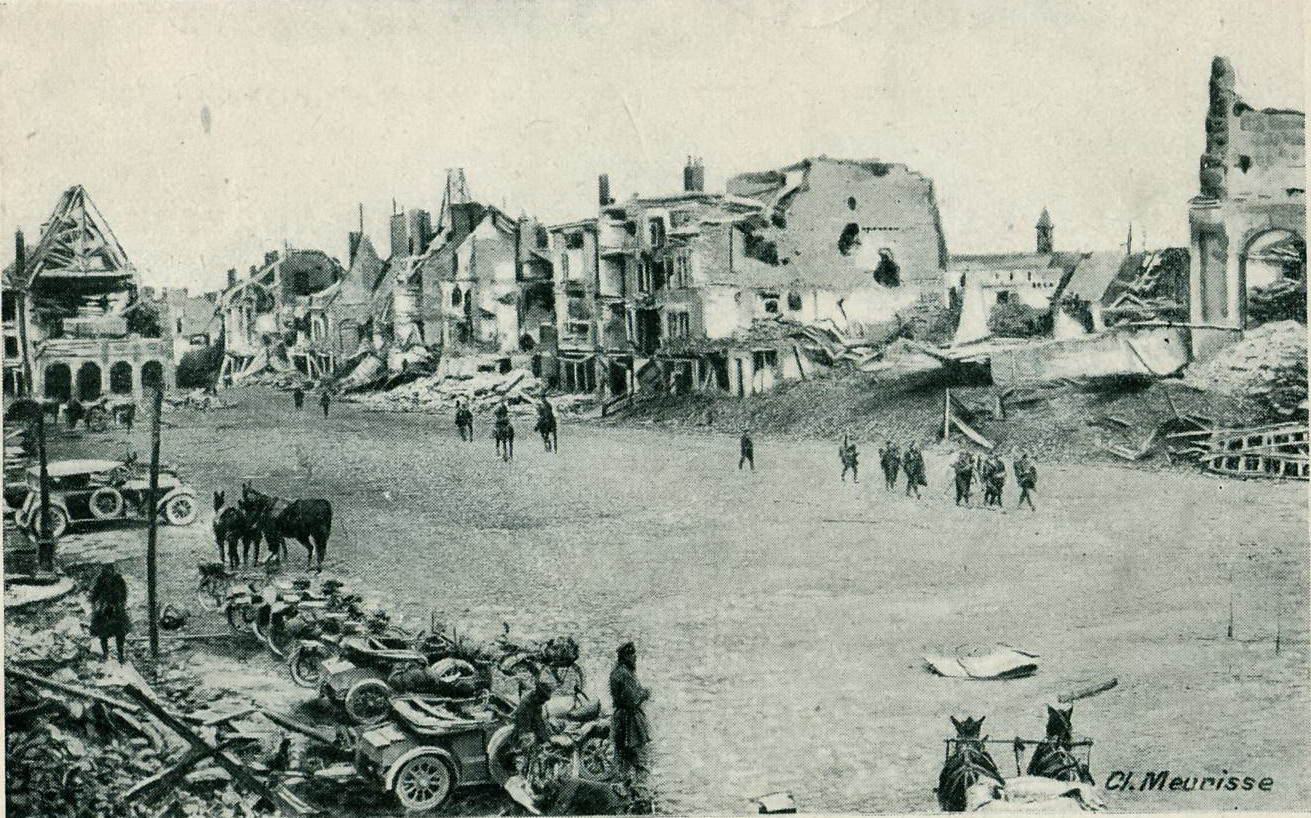
Les ruines de la Grand-Place de Péronne (1918).
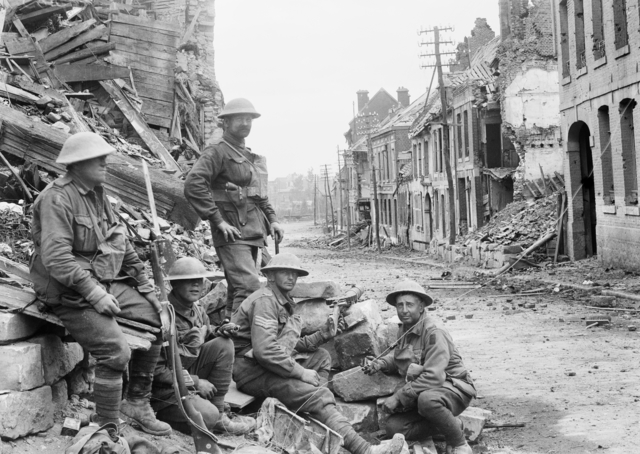
Soldats australiens après la bataille de Mont-Saint-Quentin (1918).
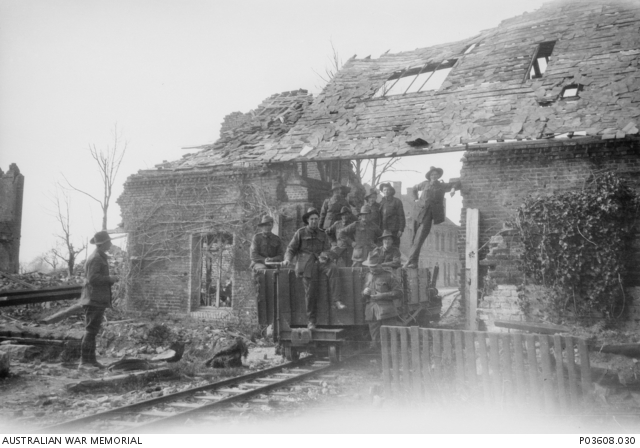
Soldats australiens dans Péronne (1918).

#### Entre-deux-guerres, Péronne en reconstruction
Péronne s'est vu décerner la croix de guerre 1914-1918 avec palme, en 1921, avec la citation à l'ordre de l'armée suivante (24 août 1919) : « Cité qui, au cours de cette guerre, s'est montrée digne de son passé. Tombée dès les premières heures de la campagne sous le joug de l'envahisseur, délivrée en 1917, captive de nouveau en 1918, ayant vu la rage de l'ennemi détruire sur son territoire ce que le canon avait épargné, a mérité la reconnaissance du pays par la noblesse de son attitude. ».
La première tâche qui incombe aux autorités fut le déblaiement des ruines et l'installation d'un habitat en tôle. C'est en février 1922 qu'un concours national est ouvert pour la reconstruction de l'hôtel de ville. Ce fut le projet de l'architecte amiénois Jacques Debat-Ponsan qui fut retenu. L'architecte conduit la reconstruction du collège de filles et du collège de garçons ainsi que celles des écoles communales.

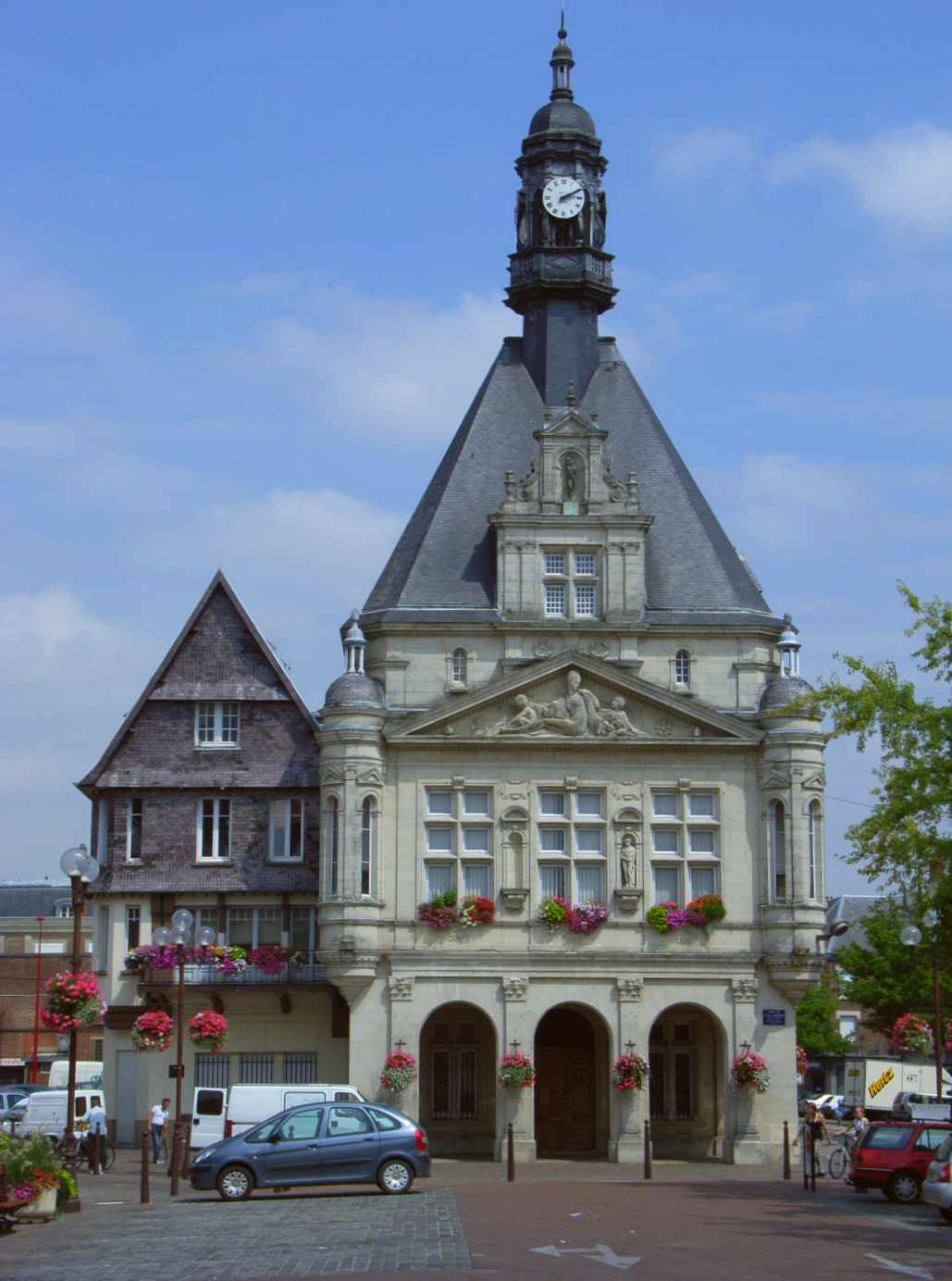
Hôtel de ville de Péronne

La Fête de la Renaissance a lieu le 27 octobre 1927. Ce jour-là sont inaugurés, l'hôtel de ville, la gendarmerie, les écoles et des habitations reconstruites. Le 20 juin 1926, avait été inauguré le monument aux morts, œuvre de l'architecte picard, Louis Faille ; le sculpteur Paul Auban étant l'auteur de la sculpture représentant une Picarde maudissant la guerre qui, à genoux, tend un poing vengeur au-dessus du cadavre de son fils. Les deux bas-reliefs en bronze représentant Le Siège de Péronne en 1536 et La Tranchée sont de Paul Theunissen.
La population de la ville connait un sévère déclin, de 4 691 habitants en 1911, elle passe à 3855 en 1921 pour atteindre 4 346 en 1936.
La période de l'entre-deux-guerres est marquée par une évolution sur le plan politique. Après avoir élu député, l'avocat péronnais, Gontrand Gonnet de 1919 à 1932, aux élections législatives de 1932 et 1936, les électeurs de l'arrondissement de Péronne, élisent député, Alfred Basquin, un hôtelier de la ville, sous l'étiquette socialiste SFIO.

#### Seconde Guerre mondiale, Péronne bombardée
La Drôle de guerre prit fin brusquement le 10 mai 1940 avec l'attaque allemande aux Pays-Bas, au Luxembourg et en Belgique. Après la percée allemande à Sedan, une suite de revers des armées française et britannique entraîne une avancée rapide des armées allemandes.
Le maire et conseiller général de Péronne, Louis Daudré, commandant du 3e bataillon du 51e régiment d'infanterie, est tué au combat dans les Ardennes, le 25 mai 1940.
Le 17 mai 1940, au matin, l'ordre préfectoral d'évacuation des populations civiles arrive par télégramme à la mairie. L'évacuation devait être effectuée dans la journée même. Dans l'après-midi, la ville est bombardée par six avions allemands, de nombreuses maisons du centre ville sont incendiées ainsi que l'aile droite de l'hôtel de ville. Le 18 mai au soir, les Allemands entrent dans Péronne. Le sous-préfet et la municipalité évacués à Saint-Lô seront de retour à Péronne, fin août 1940.
La ville est libérée le 1er septembre 1944 par l'armée américaine et les résistants. Dans la nuit du 31 août 1944, des résistants FFI d'Amiens et de la vallée de la Somme arrivent à Péronne au petit matin. Les chars américains provenant de Barleux et de Biaches arrivent dans la ville, l'après-midi.
Au cours de la Seconde Guerre mondiale, 36,6 % des immeubles de la ville furent détruits.

#### Essor économique de Péronne pendant les «Trente Glorieuses»

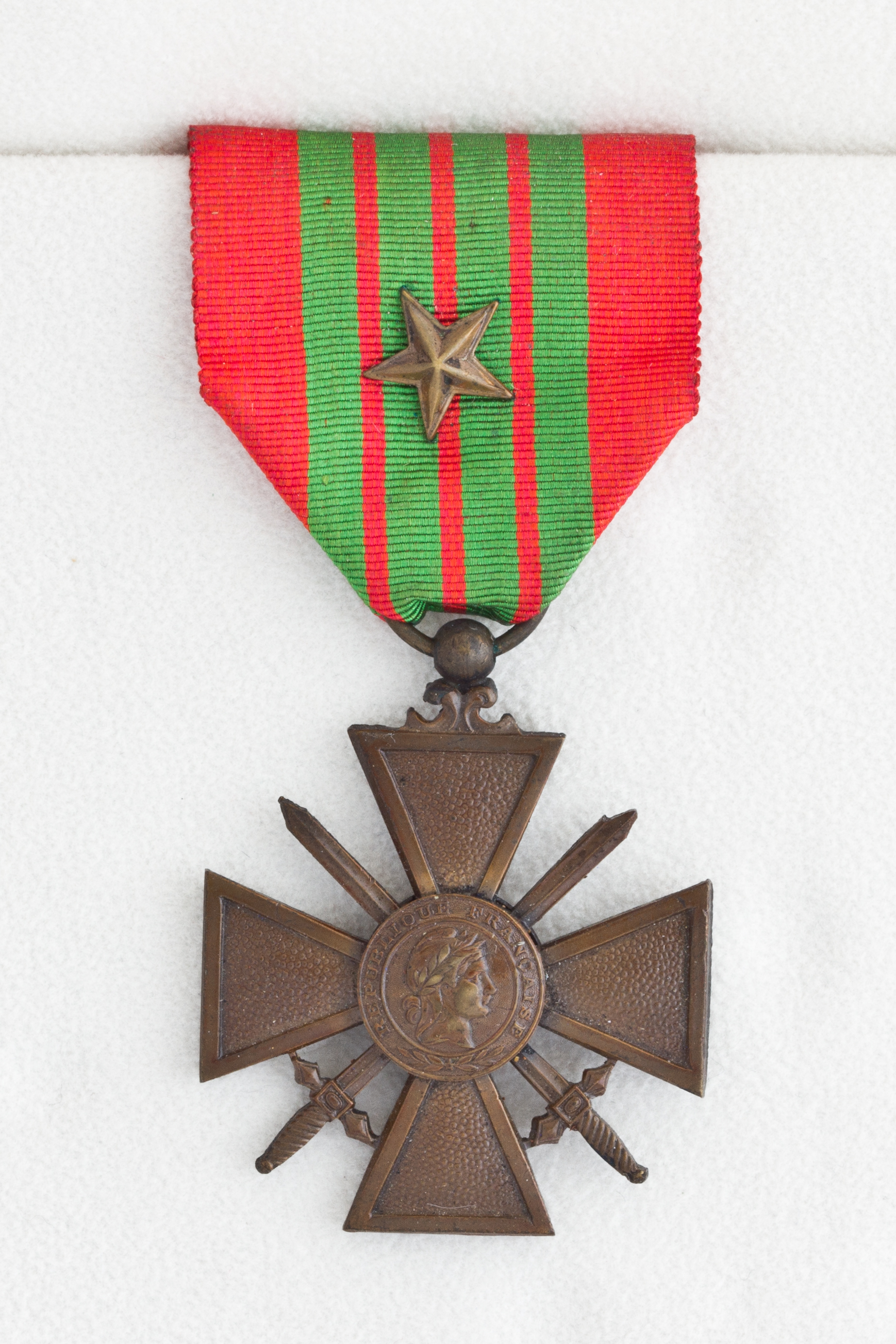
Croix de guerre 1939-1945 avec citation.

Péronne s'est vu décerner la croix de guerre 1939-1945 avec la citation à l'ordre du régiment suivante (11 novembre 1948) : « Ville à l'esprit magnifique et au patriotisme exemplaire. Point de passage important, particulièrement visé en mai 1940. Elle a eu le tiers de ses habitations détruites, sept de ses fils tués et vingt autres touchés. Surmontant courageusement ses épreuves et sa douleur, s'est remise avec cœur et acharnement au travail ».
Après 1945, la ville de Péronne procède à la reconstruction des immeubles dévastés et bénéficie de la croissance économique qui touche l'ensemble de l'Europe de l'Ouest. La construction d'un échangeur sur l'autoroute A 1, à Estrées-Deniécourt en 1966, favorise l'implantation d'industries agro-alimentaires à Péronne et dans les communes voisines. Des quartiers périphériques s'édifient et la population augmente passant de 4 012 habitants en 1946 à 9 129 en 1982. Cette augmentation de population s'explique également, en partie, par la fusion des communes de Mont-Saint-Quentin en 1964 et de Sainte-Radegonde en 1965 avec la commune de Péronne.
La ligne de chemin de fer Saint-Just-en-Chaussée-Cambrai est fermée au trafic voyageurs, le 31 mars 1970. Seule la gare de Péronne-La Chapelette reste ouverte au trafic marchandises. Péronne n'est donc plus reliée au réseau ferré national depuis cette date.

#### Péronne au cœur du tourisme de mémoire
Péronne est l'un des points de départ du Circuit du Souvenir consacré à la bataille de la Somme principalement. À l'été 1992, eut lieu l'ouverture de l' Historial de la Grande Guerre qui est à la fois un musée d'histoire de la Grande Guerre, un centre international de recherche et un centre de documentation. Ce lieu contribue très largement à la renommée de Péronne, en France et à l'étranger. Il génère également une activité touristique qui contribue à la prospérité économique de la ville.

#### La vie politique à Péronne depuis 1945: l'alternance gauche-droite
Les Péronnais accordent dès l'après-guerre leur confiance à la gauche, Daniel Boinet puis Jean Daudré, tous deux radicaux, furent maires de 1947 à 1977. C'est le communiste Edouard Guilbeau qui remporte les élections municipales en 1977 mais en 1989, c'est la droite qui l'emporte avec Jean-Pierre Viénot à sa tête. En 2008, la gauche revint aux affaires municipales avec la victoire de Valérie Kumm, conseillère régionale socialiste mais, en 2014, c'est la droite qui triomphe de justesse et Thérèse Dheygers est élue maire de Péronne.

### XXIesiècle, Péronne victime de la désindustrialisation
L'agglomération de Péronne comme bon nombre d'autres est frappée à partir de la fin des années 1970 par la désindustrialisation qui se poursuit encore de nos jours. En 2003, elle est le théâtre d'une fermeture d'usine qui attira l'attention des médias nationaux. L'usine Flodor de Flaucourt tout à côté de Péronne avait été, pendant trente ans, la principale usine de chips en France fournissant la moitié du marché de l'hexagone. Rachetée en 1991 par le groupe italien Unichips, l'usine employait 800 salariés. En 2003, ils n'étaient plus que 280 dont une centaine d'intérimaires, Flodor ne fournissant plus que 5 % du marché, à cause du prix de revient trop élevé de la production sur le site, selon la direction. Le 21 août 2003, alors que les salariés avaient été mis en congé, les patrons du groupe organisent le démontage des chaînes de production et leur déménagement en Italie à l'insu des salariés. La presse relatant les faits parla de « patrons voyous ». Malgré la mobilisation des salariés soutenus par la CGT, le 22 février 2005, l'entreprise Flodor était mise en liquidation judiciaire.

#### Péronne et l'intercommunalité
Dans le cadre de la loi portant nouvelle organisation territoriale de la République, la ville de Péronne est devenue le siège de la communauté de communes de la Haute-Somme regroupant soixante communes appartenant aux anciens cantons de Combles, de Roisel et de Péronne.

#### Célébration du centenaire de la Grande Guerre
Emmanuel Macron, président de la république a visité l'Historial, le 9 novembre 2018, dans le cadre des cérémonies de célébration du centenaire de la fin de la Première Guerre mondiale. Il a ensuite rencontré des historiens spécialistes de la Première Guerre mondiale, à l'hôtel de ville de Péronne.